# Garoua
Garoua, oltre ad essere il capoluogo del dipartimento di Bénoué, è la capitale della Regione del Nord, in Camerun, situata sul fiume Benue. Per la sua posizione rappresenta un'oasi di verde, nel contesto della savana da cui è circondata.
La città ha una popolazione stimata di 490.000 abitanti ed, oltre ad essere un importante porto fluviale, rappresenta il centro commerciale agricolo della regione. Per la vicinanza con il parco nazionale di Waza a nord, e con il parco nazionale di Bouba-Ndjida si è sviluppata anche nel settore turistico.

## Geografia fisica

### Clima
La temperatura media varia dai 25 °C invernali ai 32 °C che si registrano tra marzo ed aprile.

## Infrastrutture e trasporti

### Aeroporti
Garoua dispone di un aeroporto internazionale, l'aeroporto di Garoua (IATA: GOU, ICAO: FKKR), con voli diretti per Parigi.

## Sport

### Calcio
La città è rappresentata nel massimo campionato di calcio camerunese, la MTN Elite One, dal Coton Sport Football Club de Garoua, vincitore di undici campionati nazionali.